# Squadra indonesiana di Fed Cup
La squadra indonesiana di Fed Cup rappresenta l'Indonesia nella Fed Cup, ed è posta sotto l'egida della Persatuan Lawn Tennis Indonesia (PELTI).
Essa esordì in Fed Cup nel 1969, e il suo miglior risultato sono i quarti di finale raggiunti nel 1991. Nel 2011 ha preso parte al gruppo II qualificandosi al primo posto che ne ha decretato la promozione al gruppo I della zona Asia/Oceania.

## Organico 2011
Aggiornato ai match del gruppo II (2-5 febbraio 2011). Fra parentesi il ranking della giocatrice nei giorni della disputa degli incontri.
- Lavinia Tananta (WTA #360)
- Jessy Rompies (WTA #444)
- Ayu-Fani Damayanti (WTA #460)
- Yayuk Basuki (WTA doppio #208)

## Ranking ITF
- Il prossimo aggiornamento del ranking è previsto per il mese di febbraio 2012.

| Indonesia nel Ranking ITF (aggiornata al 7 novembre 2011) |               |         |                          |
| Pos                                                       | Squadra       | Punti   | Gruppo                   |
| 35                                                        | Taipei cinese | 1085.00 | Gruppo I - Asia/Oceania  |
| 36                                                        | Israele       | 1075.00 | Gruppo I - Europa/Africa |
| 37                                                        | Perù          | 1024.00 | Gruppo I - Americhe      |
| 38                                                        | Indonesia     | 1011.50 | Gruppo I - Asia/Oceania  |
| 39                                                        | Grecia        | 928.00  | Gruppo I - Europa/Africa |
| 40                                                        | Bulgaria      | 920.00  | Gruppo I - Europa/Africa |
| 41                                                        | Nuova Zelanda | 917.50  | Gruppo II - Asia/Oceania |